# سو سارافیان جل
سو سارافیان جل (انگلیسی: Sue Sarafian Jehl; ۱۴ فوریهٔ ۱۹۱۷ – ۱۳ آوریل ۱۹۹۷) فرد نظامی ارمنی‌تبار اهل ایالات متحده آمریکا بود. وی عضو سپاه کمکی زنان ارتش ایالات متحده در زمان جنگ جهانی دوم بود. وی یکی از سه منشی خصوصی ژنرال دوایت آیزنهاور در بین سال‌های ۱۹۴۳ تا ۱۹۴۷ بود.
سارافیان جل در آرامستان ملی آرلینگتون به خاک سپرده شده‌است.